# Leptocnemis krakadoubergensis
Leptocnemis krakadoubergensis är en skalbaggsart som beskrevs av Dombrow 2001. Leptocnemis krakadoubergensis ingår i släktet Leptocnemis och familjen Melolonthidae. Inga underarter finns listade i Catalogue of Life.